# Colonie de Freedmen de l'île Roanoke
Ne doit pas être confondu avec Colonie de Roanoke.

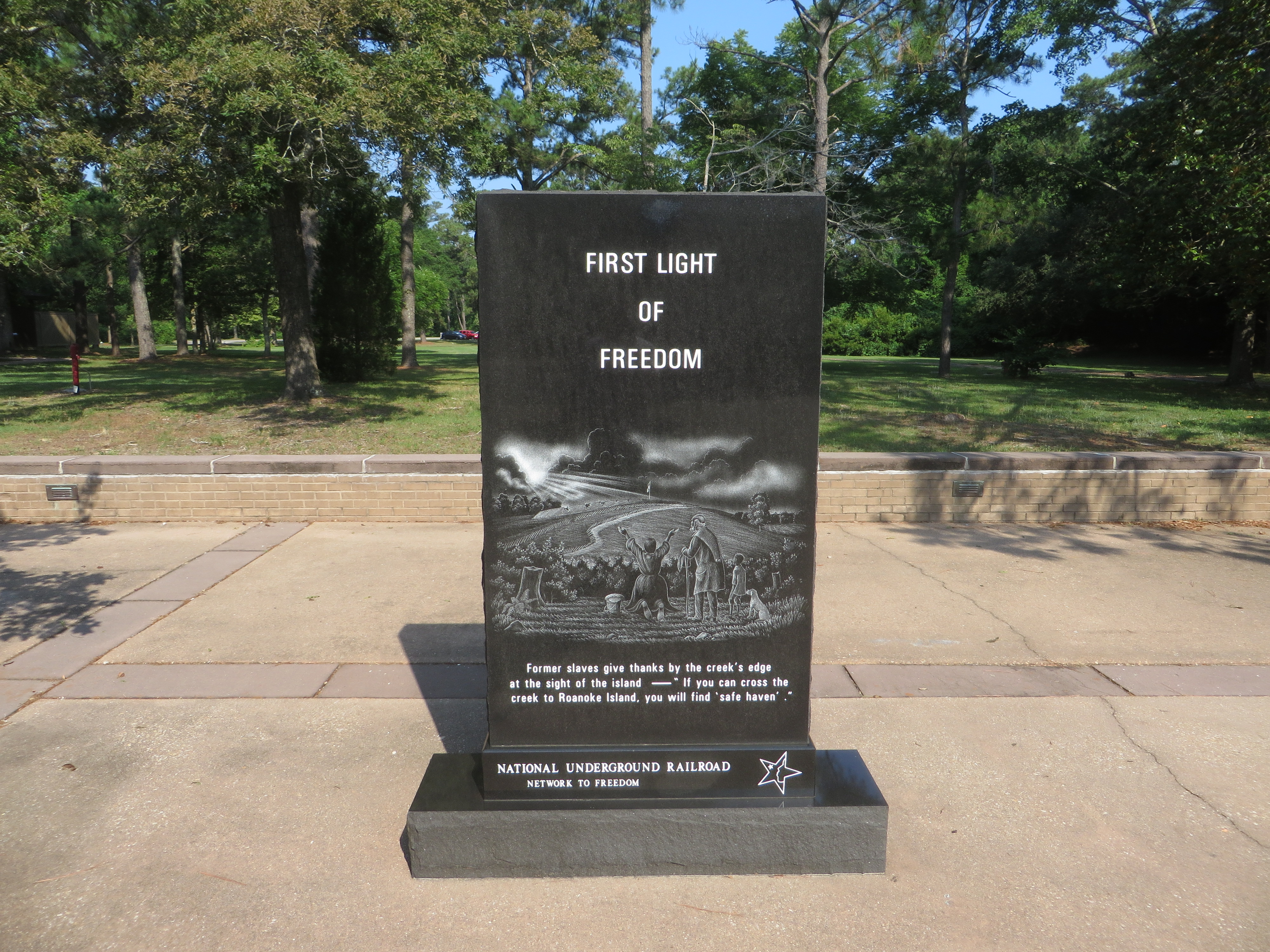
Mémorial à la colonie de Freedmen de l'île Roanoke dans le Fort Raleigh National Historic Site.

La colonie de Freedmen de l'île Roanoke, en anglais : Freedmen's Colony of Roanoke Island, également appelée Roanoke Island Freedmen's Colony ou Freedman's Colony, est fondée en 1863, pendant la guerre civile américaine, après que le major général de l'armée de l'Union, John Gray Foster, commandant du 18e corps d'armée, ait pris les fortifications confédérées de l'île Roanoke, au large de la Caroline du Nord, aux États-Unis, en 1862. Il classe les esclaves qui y vivent comme de la contrebande, suivant le précédent du général Benjamin Butler, au fort Monroe, en 1861, et ne les rend pas aux esclavagistes confédérés. En 1863, par la Proclamation d'émancipation, tous les esclaves des territoires occupés par l'Union sont libérés.
La colonie de l'île commence comme l'un des 100 camps de contrebande, à la fin de la guerre, mais elle devient bien plus. Les Afro-Américains vivent en tant qu'hommes libres et civils. Ils sont rejoints par d'anciens esclaves du continent, cherchant refuge et liberté auprès des forces de l'Union. Ils sont payés pour leur travail et cherchent à s'instruire, ainsi que leurs enfants.
En tant que commandant du département de la Caroline du Nord, Foster nomme, en 1863, Horace James, un aumônier de l'Église congrégationaliste, Superintendant des affaires noires du district de Caroline du Nord, pour superviser les camps de contrebande et administrer les libérés. James est basé à New Bern, où il dirige le camp de contrebande de la Trent River (en). James pense que la colonie de l'île Roanoke est une expérience importante pour la liberté des Noirs et un modèle potentiel pour d'autres communautés d'affranchis. Les affranchis construisent des églises et créent la première école gratuite pour les enfants noirs. Ils sont rapidement rejoints par des enseignants missionnaires du Nord qui viennent dans le Sud pour contribuer à l'effort. Il y existe un noyau d'environ six enseignants, mais au total 27 enseignants ont exercé sur l'île. Au fur et à mesure de la guerre, les conditions sont devenues plus difficiles dans cette colonie surpeuplée, dont les habitants souffrent de maladies infectieuses.
En 1865, le président Andrew Johnson ordonne la restitution de tous les biens, en vertu de sa Proclamation d'amnistie, et les terres cultivées et occupées par les camps de contrebande sont rendues à leurs propriétaires. Les affranchis n'obtiennent pas de droits sur leurs propriétés, dans la colonie, et la plupart quittent l'île. Les terres de l'île se révèlent trop pauvre pour faire vivre de nombreux agriculteurs.

### Source de la traduction
- (en) Cet article est partiellement ou en totalité issu de l’article de Wikipédia en anglais intitulé « Freedmen's Colony of Roanoke Island » (voir la liste des auteurs).